# Microrregión del Alto Medio Gurguéia
La microrregión del Alto Medio Gurguéia es una de las microrregiones del estado brasileño del Piauí perteneciente a la mesorregión Sudoeste Piauiense. Su población según el censo de 2010 es de 88.076 habitantes y está dividida en once municipios. Su población está formada por una mayoría de negros y mulatos 67.2, blancos de origen portugués y árabe 20.2 caboclos(mestizo de indios y blancos)12.3, asiáticos 0.2 e indígenas 0.1 en 2010 según el ibge habitaban la región 121 indígenas. Posee un área total de 27.608,959 km².

## Municipios
- Alvorada do Gurguéia
- Barreiras do Piauí
- Bom Jesus
- Cristino Castro
- Currais
- Gilbués
- Monte Alegre do Piauí
- Palmeira do Piauí
- Redenção do Gurguéia
- Santa Luz
- São Gonçalo do Gurguéia

- Datos: Q2551513